# The Open Group
The Open Group é um consórcio formado por empresas da indústria de informática para estabelecer padrões abertos para a infraestrutura de computação. Surgiu em 1996 com a fusão do consórcio X/Open com a Open Software Foundation. O Open Group é mais conhecido por ser o proprietário da marca UNIX, mas também é lembrado pela publicação da Single UNIX Specification, que estende os padrões POSIX e é a definição oficial do UNIX.

## Membros
A lista de membros é atualizada e extensiva, com várias categorias de distinções como membros; Platinío, Ouro, Prata, Académico, FACE em inglês Future Airborne Capabilities em português Capacidades futuras de apoio aéreo (aviação moderna) . Dentre os seus membros estão vendedores e compradores de produtos de informática além de agências governamentais como, por exemplo, Capgemini, Fujitsu, Hitachi, HP, IBM, Kingdee, NEC, Departamento de Defesa dos Estados Unidos, NASA e outros.

## História
Por volta dos anos 90 a maioria dos fornecedores de sistemas Unix entendeu que a rivalidade existente entre eles, que redundou na chamada guerra do Unix, estava causando mais prejuízo que benefício, enfraquecendo o Unix perante a competição que surgia a partir da Microsoft. A iniciativa COSE, em 1993, pode ser considerada como o primeiro passo no sentido de uma unificação e a fusão da Open Software Foundation (OSF) com a X/Open, em 1996, como o último passo para o fim dos conflitos. Como a OSF já havia se unido com a UNIX International em 1994, a nova entidade teve a representatividade necessária para reunir todos os elementos da comunidade Unix.
O valor da marca UNIX diminuiu devido às mudanças no mercado de sistemas operacionais, principalmente devido à aceitação de sistemas do tipo Unix "não padronizados", como o Linux. [carece de fontes?] Recentemente foi iniciado um esforço pelo Open Group em conjunto com a Linux Foundation para ajudar no trabalho de padronização do Linux através da especificação Linux Standard Base.

## Programas
Os serviços mais conhecidos do Open Group são as suas certificações, incluindo certificações para a plataforma Common Operating Environment (COE), CORBA, LDAP, POSIX, SIF, UNIX e WAP. O Open Group também oferece certificações para profissionais da área de informática, através de programas para arquitetos de sistemas como o IT Architect Certification e o TOGAF (The Open Group Architecture Framework).

### Forum do grupo
O Open Group fornece uma plataforma para que seus membros discutam necessidades, e trabalhem conjuntamente no desenvolvimento e adoção de padrões da indústria e para facilitar a integração das corporações. Também disponibiliza serviços para o setor governamental, agências e qualquer companhia ou organização criada por governos para auxiliar na busca pelos objetivos de governo.

## Invenções e padrões
- Call Level Interface (a base do ODBC)
- Common Desktop Environment (CDE)
- Distributed Computing Environment (a base do DCOM) [6]
- Distributed Relational Database Architecture (DRDA)
- LDAP (Lightweight Directory Access Protocol)
- Motif um toolkit de wikgets para GUI (utilizado no CDE)
- Single UNIX Specification (POSIX)
- X Window System

## Organizações similares
- IEEE
- W3c